# Національний парк Б'єшкет-Немуна
Національний парк Б'єшкет-Немуна (алб. Parku Kombëtar Bjeshkët e Nemuna, серб. Национални парк Проклетије / Nacionalni park Prokletije) — національний парк у районах Джякова та Пець на заході Косова. Він охоплює 63 028 гектарів (630,28 км2)   гірської місцевості, з численними озерами, густими листяними та хвойними лісами та альпійськими ландшафтами. Парк був створений із метою охорони його екосистем і біорізноманіття, а також культурної та історичної спадщини.
Міжнародний союз охорони природи (МСОП) відніс парк до категорії II. Примітно, що парк був визнаний важливою територією для птахів міжнародного значення відповідно до Міжнародної конвенції BirdLife. На півдні межує з національним парком долини Валбони в Албанії.
Гори Проклетіє є найпівденнішим геологічним продовженням Динарських Альп. Частина території країни становить приблизно 26 км (16 миля) зі сходу на захід і 50 км (31 миля) з півночі на південь. Піднявшись до висоти 2 656 м (1,650 миля), гірська вершина Джеравіца є другою за висотою природною точкою гірського хребта, як і в країні.
Широкий діапазон висот і порізаний рельєф гір створили сприятливі умови для різноманітної рослинності та біорізноманіття. У лісах парку можна зустріти великих ссавців, таких як дикі коти, серни, косулі, сірі вовки, а також рідкісні або зникаючі види, як-от рисі та бурі ведмеді. Повідомляється про велику кількість видів птахів, більше десятка видів риб, а також кілька видів рептилій і земноводних. У межах парку задокументовано майже 37 видів ссавців, 148 видів птахів, 10 видів рептилій, 13 видів земноводних та 129 видів метеликів. З точки зору фітогеографії парк входить до балканських мішаних лісів наземного екорегіону Палеарктичного помірного широколистяного та мішаного лісу. Флора різноманітна і характеризується високим ендемізмом. Усього по всьому парку виявлено понад 1000 видів рослин.
Рослинність по вертикалі поділена на шість чітких зон висот. У зоні дубових лісів, що сягає приблизно 800 метрів над рівнем моря, переважають, серед іншого, італійський дуб, австрійський дуб та скельний дуб. Зона букового лісу розташована у східній частині парку на висоті від 900 до 1320 метрів. Сюди входять ліси ялиці, явора, південноєвропейського ясена і сосни боснійської. Зона змішаних дубових лісів переважно вкрита ялицями, ялиною звичайною та грабом європейським на висоті від 1200 до 1540 метрів. У зоні темнохвойних лісів переважають найбільш поширені рослинні угруповання цього типу, а також боснійська сосна, македонська сосна та ялина норвезька. Композиція простягається від висоти від 1540 метрів до 1800 метрів. Зона розведення ялицевих лісів, що лежить на висоті 1850–1930 метрів, характеризується ендемічними видами, такими як балканська сосна. Чагарникова зона на висоті від 1850 до 2050 метрів вкрита травою, мохом, лишайниками та 55 видами трав'янистих рослин. До найпоширеніших видів належать журавець, суниця, тирлич і незабудка.